# Sebastián Iradier
Sebastián de Iradier Salaverri (Lanciego, Álava; 20 de enero de 1809-Vitoria; 6 de diciembre de 1865), también conocido como Sebastián Yradier, fue un compositor español.

## Biografía
Estudió piano y órgano en Vitoria. A los nueve años entra a formar parte del coro de la antigua Colegiata de Santa María de Vitoria. Con dieciséis años, entre abril de 1825 y junio de 1827, obtiene la plaza de organista de la iglesia de San Miguel Arcángel de Vitoria. En 1827 oposita y gana la plaza de organista y sacristán mayor para la parroquia de San Juan Bautista de Salvatierra (Álava), con nombramiento de 5 de junio. En 1829 contrae matrimonio con Brígida de Iturburu en Salvatierra, y tendrán un hijo, Pablo. Aparte de sus obligaciones musicales religiosas, siente gran afición por las canciones populares, que estaban de moda en los salones privados de la alta burguesía vasca, y disfruta interpretando al órgano y a la guitarra cachuchas, boleros, seguidillas y tiranas.
En 1833 se le concede licencia para perfeccionarse en Madrid en estudios de composición durante cuatro meses, que se convertirían en años, en los que faltaría a sus obligaciones de organista, puesto que cubriría interinamente su amigo y discípulo Antonio Ruiz de Landazábal.
A partir de su llegada a Madrid desarrollará una actividad frenética y una gran habilidad para introducirse en los círculos aristocráticos y relacionarse con importantes figuras de las letras, de la música y de la política. Parece ser que estudia composición con Baltasar Saldoni. Entre 1835 y 1840 ha logrado gran prestigio y popularidad en la capital de España. Era socio de la sección de música del Liceo Artístico y Literario, en cuya institución llegaría a ocupar el puesto de socio de mérito en la clase de maestro compositor y consiliario, fue vicedirector de la Academia Filarmónica Matritense, era catedrático de armonía y composición del Instituto Español, profesor del Colegio Universal de Madrid y socio de honor de la Academia Filarmónica de Bayona.
Viudo desde 1834, en 1837 contrae nuevo matrimonio en Madrid con Josefa Arango, del que nacerá una hija, Matilde.
Entre 1839 y 1850 será primer maestro de solfeo para el canto en el Real Conservatorio de Música de Madrid. También impartía clases particulares de canto, y a los alumnos que carecían de recursos económicos les enviaba a estudiar al Conservatorio.
En 1840 vuelve a Salvatierra para reclamar su sueldo de organista, a lo que el Cabildo se negará en un principio. Regresa a Madrid y en julio del mismo año renuncia a este puesto. En septiembre retorna a Salvatierra para cobrar los atrasos, que al fin le ha concedido el Cabildo, y forma parte del tribunal, que otorga la plaza vacante dejada por él a su amigo y discípulo Antonio Ruiz de Landazábal.
Su gran habilidad para las relaciones públicas le permite introducirse en los salones de la más alta aristocracia de Madrid, como los de la duquesa de Villahermosa, la condesa de Campo Alange, la marquesa de Perales, la marquesa de Legarda, la marquesa de Castellanos, los marqueses de Ayerbe y la condesa de Montijo, cuyas hijas Francisca, futura duquesa de Alba, y Eugenia, futura emperatriz de Francia, serán alumnas suyas. Conocerá a políticos como Narváez y González Bravo, a escritores extranjeros como Prosper Merimée, gran amigo y confidente de la condesa viuda de Montijo, a famosos literatos españoles como Espronceda, Zorrilla, García Gutiérrez, Príncipe, Fernández de los Ríos, Campoamor y Gutiérrez de Alba, tendrá amistad con músicos españoles como Carnicer, Saldoni, Espín y Guillén y Soriano Fuertes, y alguna relación con músicos extranjeros a su paso por España, como Liszt y Glinka. Mantiene una estrecha colaboración con Agustín Azcona y con Tomás Rodríguez Rubí, archivero de la casa de Montijo, poeta, dramaturgo, periodista y político, figura sobresaliente de aquella época, que llegaría a ser ministro de Ultramar.
Durante su etapa madrileña inicia una actividad musical imparable, componiendo obras para bailes de máscaras (valses, algunos coreados, polkas, rigodones…),que le darán gran celebridad, realiza alguna incursión en la zarzuela, pero sobre todo comienza a producir canciones, que marcarán definitivamente su trayectoria en el mundo de la música y que le proporcionarán la fama. En 1840, aparece publicada por el Álbum Filarmónico su primera colección de canciones nuevas españolas con acompañamiento de piano-forte, con textos de Juan del Peral, Campoamor, Príncipe, Ramón Satorres y García Gutiérrez. Su instinto mercantil le impulsará a abrir más adelante un almacén de venta de música y pianos, en la calle del Príncipe n.º 16, y una litografía e imprenta en la calle de Peligros n.º 16, que le permitirán imprimir y vender sus propias obras. Parece ser que el almacén de música estuvo abierto entre 1850 y 1863. En 1847 participaba en un círculo musical dirigido por Espín y Guillén, en el que colaboraba a veces como cantante junto a José Cagigal. Podemos definir la década de los cincuenta como su etapa viajera y también como bastante confusa en datos sobre su vida.

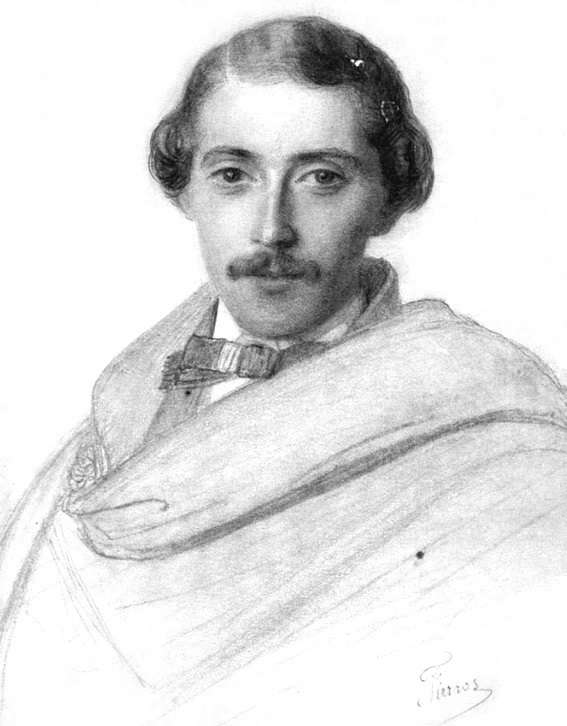
Se apunta como hipótesis que este dibujo de Dionisio Fierros represente a Sebastián Iradier.

En 1850, viaja a París y, con el apoyo de Pauline Viardot, consigue introducirse en los círculos musicales parisinos. Conocerá a Rossini y se relacionará con cantantes y bailarinas célebres, que interpretarán sus canciones y le proporcionarán cierta fama. Aumentan las peticiones de nuevas obras para canto y para danza, y su música, reflejo del pintoresquismo español de moda entonces, se pasea por los salones de la capital francesa con gran éxito.
En 1853, vuelve a Madrid para el estreno de su loa, La perla del Genil, dedicada a Eugenia de Montijo, reciente emperatriz de Francia por su matrimonio con Napoleón III.
En 1855 está de nuevo en París, con domicilio en la rue Breda, n.º 30. En 1857 inicia una gira con la célebre contralto Marietta Alboni por Estados Unidos, México y Cuba, que comprendía Nueva York, Boston, Filadelfia, Nueva Orleáns, México y La Habana, dando a conocer sus canciones y encontrando la inspiración criolla para algunas nuevas. En Nueva York, participa en conciertos privados de la alta burguesía. De regreso a Europa se detiene en Londres, donde su amigo, el barítono Ronconi, lo presentará en los salones de la aristocracia británica. Finalmente volverá a París. Día a día aumentaba su celebridad, hace valer el mérito de haber sido maestro de canto de la emperatriz Eugenia, sus canciones se interpretan por doquier y por los cantantes más renombrados, y en años venideros serán publicadas muchas de ellas por prestigiosas editoriales extranjeras y por la suya de Madrid. En 1864, se publicó en París una colección de sus 25 canciones más populares, conocida como Fleurs d’Espagne, con gran repercusión en el mundo musical francés.
Enfermo de la vista, dejó París y regresó a Vitoria. Desde allí se acercaría alguna vez a Salvatierra, donde era muy recordado y donde era agasajado por su antiguo discípulo y sucesor en su puesto de organista, Antonio Ruiz de Landazábal. Fallecería en Vitoria el 6 de diciembre de 1865 en el n.º 5 de los Arquillos. Sus restos descansan en el cementerio de Santa Isabel de la capital alavesa.

## Curiosidades
Tenía fama de liberal y vividor, de espíritu aventurero, algo donjuán, atildado, no en vano le llamaban el dandi vasco, muy simpático, con gran habilidad para las relaciones públicas, que aprovechaba para arrimarse a la sombra de los árboles más frondosos, tanto del arte y de la cultura, como de las altas esferas sociales, oportunista, con buen instinto comercial para explotar su producción y quizás un poco figurón para dar la impresión de valer más de lo que realmente valía. No debía de merecerle respeto a Barbieri, ni como persona ni como músico, cuando escribió tan duramente sobre él: “Muerto en 1865. Fue autor, plagiario y editor de canciones españolas que cantaba (dicen) con gracia. Hombre de gran historia y de poca vergüenza”.
Su editor en París le recomendó cambiarse el nombre a Yradier.

## Obra
Colaboró en diferentes zarzuelas como La Pradera del Canal (1847) y en la que colaboró con Cepeda y Oudrid. Fue conocido principalmente por sus habaneras y especialmente por la titulada La paloma, compuesta alrededor de 1860 tras una visita a Cuba. Ésta se hizo extremamente popular en España y en América, y fue responsable de la fuente de popularidad que alcanzó la habanera.
También es de Iradier la famosa habanera El arreglito. Ésta, incluida por Georges Bizet en su ópera Carmen, es conocida por su título El amor es un pájaro rebelde. Bizet dijo haberla utilizado creyéndola de autor anónimo, es decir, perteneciente al acervo folclórico popular. Cuando descubrió su error, Bizet añadió una nota en la partitura vocal de la ópera, reconociendo su origen.